# 岐阜県福祉友愛プール
岐阜県福祉友愛プール（ぎふけんふくしゆうあいプール）は、岐阜県岐阜市にある岐阜県の障害者のためのスポーツ施設である。
現在の施設は2代目である。

## 概要
- 障害者の社会参加の促進、障害者のスポーツの推進を目的とする施設であり、屋内温水プールである。
- 1981年（昭和56年）に岐阜県岐阜市宇佐4丁目に開館。老朽化のため岐阜市鷺山向井に移転となり、2016年（平成28年）11月27日に竣工式を行い、同年12月1日に開館[1]。
- 指定管理者制度を導入しており、一般社団法人岐阜県障害者スポーツ協会が管理運営する[2]。
- 利用可能者は障害者（及びその介助者）、障害者団体、60歳以上の健常者である。開館当初は有料施設であったが、2019年（令和元年）に岐阜県福祉友愛アリーナの開館と同時に障害者及び障害者団体の利用は無料となった（60歳以上の健常者は有料）[3]。
- 岐阜市宇佐4丁目の福祉友愛プール跡地は、当初、ぎふ森の恵みのおもちゃ美術館（仮称）（2018年に木のふれあい館（仮称）に変更）の建設が予定されていたが、解体工事中に地下から大量の埋設物（産業廃棄物）が見つかったため、建設地を岐阜市学園町に変更となった[4]。その後、岐阜県図書館地上駐車場として整備された[5]。

## 施設概況
1階
- メインプール

25m　6コース　水深135cm　車椅子での利用可能
- サブプール

10m×8m　水深70cm　車椅子での利用可能
- ジャグジーバス
- 採暖室

2階
- 会議室
- トレーニング室

トレーニング機器の一部は、車椅子に乗った状態での使用が可能
- サロン

## 交通アクセス

### 公共交通機関
- 岐阜バス 「メモリアル正門前」バス停より徒歩約10分
- 岐阜市コミュニティバス
  - さんさんバス（常磐・鷺山・長良西地区）「ぎふ清流福祉エリア」バス停より徒歩すぐ
  - にっこりバス（日光地区）「早田小学校」バス停より徒歩約5分

## ぎふ清流福祉エリア
岐阜県は鷺山、早田地区周辺を「ぎふ清流福祉エリア」と名付け、福祉、医療、教育、文化芸術、スポーツ及び就労支援が一体となった県の障がい者支援の拠点として施設の整備を行った。以下の10施設が該当する。
- 岐阜県立希望が丘こども医療福祉センター
- 岐阜県立岐阜希望が丘特別支援学校
- 岐阜県障がい者総合相談センター
- 岐阜県福祉友愛アリーナ
- 岐阜県福祉友愛プール
- 中央子ども相談センター
- 岐阜県福祉事業団清流園
- ぎふ清流文化プラザ
- 岐阜県障がい者総合就労支援センター
- ぎふ木遊館